# عثمان العساس
عثمان العساس هو لاعب كرة قدم مغربي ولد في 30 يناير 1979 بدأ مسيرته مع نادي أولمبيك خريبكة قبل أن ينتقل لنادي الشارقة الإماراتي وفي ديسمبر 2004 انتقل إلى نادي الغرافة القطري الذي لعب له 174 مباراة في الدوري القطري سجل خلالها 24 هدف إلى غاية يوليو 2012 حيث انتقل على سبيل الإعارة إلى نادي أم صلال لموسم واحد.

## روابط خارجية
- عثمان العساس على موقع قاعدة بيانات كرة القدم.إي يو (الإنجليزية)
- عثمان العساس على موقع ناشيونال فوتبول تيمز (الإنجليزية)
- عثمان العساس على موقع أوليمبيديا (الإنجليزية)